# Hieracium chalcidicum
Hieracium chalcidicum là một loài thực vật có hoa trong họ Cúc. Loài này được Boiss. & Heldr. mô tả khoa học đầu tiên năm 1856.